# Морено, Марселино
Дамиан Марселино Морено (исп. Damián Marcelino Moreno; род. 25 июня 1994, Сан-Мартин, Мендоса, Аргентина) — аргентинский футболист, полузащитник клуба «Ланус».

## Клубная карьера
Марселино Морено занимался футболом в аргентинских клубах «Атлетико Пальмира», «Бока Хуниорс» и «Ланус». В 2015 году он присоединился к команде Торнео Федераль A «Тальерес», но не проведя ни одного матча за его основной состав вернулся в «Ланус».
29 августа 2016 года Морено дебютировал в аргентинской Примере, выйдя в основном составе в домашнем матче против «Боки Хуниорс». Он также выходил на замену в четырёх играх Кубка Либертадорес 2017, в котором аргентинцы дошли до финала.
22 сентября 2020 года Морено перешёл в клуб MLS «Атланта Юнайтед», подписав контракт по правилу назначенного игрока. В главной лиге США дебютировал 10 октября в матче против «Нью-Йорк Ред Буллз», выйдя на замену на 61-й минуте вместо Пити Мартинеса. 1 ноября в матче против «Цинциннати» забил свой первый гол в MLS, реализовав пенальти.
4 января 2023 года Морено отправился в аренду в бразильский клуб «Коритиба» до конца года. 20 июня «Коритиба» воспользовалась опцией выкупа Морено, выплатив «Атланте Юнайтед» 1,5 млн долларов за 50 % его прав, и подписала с ним контракт до декабря 2026 года.
В январе 2024 года Морено вернулся в «Ланус», подписав контракт до декабря 2026 года.

## Достижения
«Ланус»
- Финалист Кубка Либертадорес (1): 2017